# Triptychon von Pławno

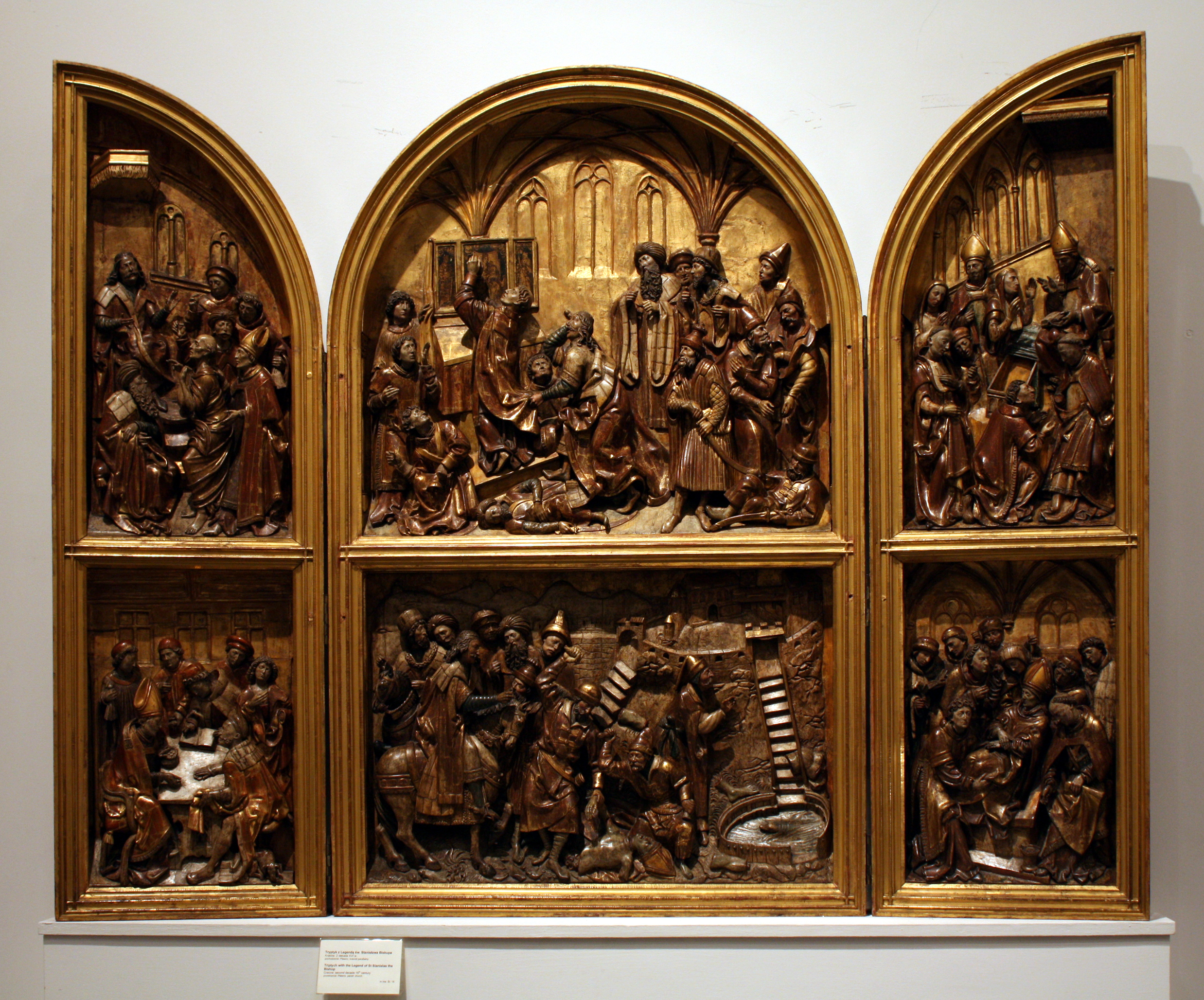
Triptychon

Das Triptychon von Pławno ist ein spätgotisches Triptychon eines anonymen Krakauer Holzschnitzers, die Gemälde stammen wahrscheinlich von Hans von Kulmbach, der von 1514 bis 1518 für die Boner in Krakau tätig war. Das Bildthema ist die Heiligengeschichte des Heiligen Stanislaus sowie Szenen aus dem Marienleben. Es wurde wahrscheinlich von Hans Boner einer der Krakauer Kirchen gestiftet. Als die gotische Kunst aus der Mode kam, wurde der Altar in die Dorfkirche in Pławno verbracht. Seit dem 19. Jahrhundert befindet es sich im Nationalmuseum Warschau. Während des Zweiten Weltkriegs befand es sich zwischenzeitlich in Krakau.